# Ludwig Klaiber
Ludwig Klaiber (* 11. Januar 1896 in Hechingen; † 25. April 1952 in Freiburg im Breisgau) war ein südwestdeutscher Bibliothekar.

## Leben
Nach einer Buchhändlerlehre im Freiburger Herder-Verlag und absolviertem Gymnasium nahm Klaiber von 1915 bis 1917 als Soldat am Ersten Weltkrieg teil. Anschließend studierte er in Freiburg im Breisgau Neuere Sprachen und Geschichte bei Georg von Below. 1922 begann Klaiber an der Universitätsbibliothek Freiburg als Volontär die Bibliothekarslaufbahn; 1926 wechselte an die Bayerische Staatsbibliothek in München, wo er 1927 die Fachprüfung zum wissenschaftlichen Bibliothekar ablegte. 1930 kehrte Klaiber zurück an die Freiburger Universitätsbibliothek als Referent für das Buch- und Bibliothekswesen sowie Romanistik und die Geschichte der romanischen Länder; 1939 wurde er zum Bibliotheksrat ernannt. Angeregt durch den Historiker Heinrich Finke befasste sich Klaiber seit den 1920er Jahren insbesondere mit Spanien, dessen Sprache er bereits während seiner Buchhändlerlehre erlernt hatte. 1922 und 1951 unternahm er größere Forschungsreisen dorthin, vor allem auf den Spuren des mallorquinischen Gelehrten Ramon Llull. Daneben bereiste Klaiber auch französische Bibliotheken (1937 und 1941), die er für das Handbuch der Bibliothekswissenschaften bearbeitete. Er war Ehrenmitglied der Ramon Llull-Gesellschaft in Palma de Mallorca, Ehrenmitglied der Kgl. Akademie der Geisteswissenschaften in Barcelona und Ehrenmitglied des Instituts der katalanischen Studien in Barcelona. 1951 wurde auf Initiative Klaibers die Heinrich-Finke-Gesellschaft zur Pflege der deutsch-spanischen Beziehungen an der Universität Freiburg i. Br. gegründet. Klaiber war seit 1926 verheiratet und hatte drei Kinder.

## Schriften
- Freiburg als Buchhändlerstadt. In: Aus der Werkstatt. Den deutschen Bibliothekaren zu ihrer Tagung in Freiburg Pfingsten 1925 dargebracht von der Universitätsbibliothek. Wagner, Freiburg im Breisgau 1925.
- Beiträge zur Wirtschaftspolitik oberschwäbischer Reichsstädte im ausgehenden Mittelalter. (Isny, Leutkirch. Memmingen und Ravensburg). W. Kohlhammer, Stuttgart 1927 (Phil. Diss. 1920).
- Don Juan Manuel, 1282–1348. In: Iberica. Zeitschrift für spanische und portugiesische Auslandskunde. Bd. 7 (1927).
- Neues zum „Königslager“. In: Aus Politik und Geschichte. Gedächtnisschrift für Georg von Below. Deutsche Verlagsgesellschaft für Politik und Geschichte, Berlin 1928, S. 91–94 (Digitalisat).
- Georg von Below: Verzeichnis seiner Schriften. W. Kohlhammer, Stuttgart 1929 (Vierteljahrschrift für Sozial- und Wirtschaftsgeschichte, Beiheft 14).
- Um die Einheit der Universitätsbibliothek. In: Zentralblatt für Bibliothekswesen 46 (1929), S. 26–33.
- Die Bibliothek des Velasquez. In: Zentralblatt für Bibliothekswesen 46 (1929), S. 333–339.
- Bearb.: Verzeichnis der naturwissenschaftlichen, mathematischen und medizinischen Zeitschriften der Universitäts-Bibliothek und der Institute der Universität Freiburg i. Br. Universitätsbibliothek, Freiburg im Breisgau 1930.
- Bearb.: Vierteljahrschrift für Sozial- und Wirtschaftsgeschichte. Register zu Band 1–20 (1903–1928), Stuttgart 1930.
- Adolf Schaeffer und seine Bibliothek altspanischer Drucke. In: Zentralblatt für Bibliothekswesen 48 (1931), S. 8–25.
- Universitätsbibliotheken und Mediziner. In: Zentralblatt für Bibliothekswesen 48 (1931), S. 665–668.
- Die Bibliothek des Escorial. In: St. Wiborada. Bibliophiles Jahrbuch für katholisches Geistesleben 1 (1933).
- Die altspanischen und altportugiesischen Drucke und Handschriften der Universitätsbibliothek. In: Revue hispanique. Bd. 81 (1933).
- Das spanische Bibliotheks- und Buchwesen 1927–1933. In: Zentralblatt für Bibliothekswesen 51 (1934), S. 205–216 und 311–321.
- Neuere Uebersetzungen des ‚Buches vom Liebenden und vom Geliebten‘. In: Miscellania Lulliana. homentage al b. Ramon Lull en ocasio del VII centenari de la seva naixenca Raimundus Lullus, 1232–1315. Altés, Barcelona 1935.
- Ramon Lull und Deutschland. Aschendorff, Münster (Westf.) 1935 (Spanische Forschungen der Görres-Gesellschaft 2. Reihe, Band 5).
- Das Referatsystem. In: Zentralblatt für Bibliothekswesen 53 (1936), S. 69–73.
- Der Vocabulari Catala-Alemany von 1502 und seine italienische Vorlage. In: Homenatge a Antoni Rubio i Lluch. Miscellània d'estudis literaris històrics i lingüístics. Barcelona 1936, S. 81–86.
- Katalonien in der deutschen Wissenschaft. In: Spanische Forschungen der Görres-Gesellschaft 1. Reihe, Band 6. Aschendorff, Münster 1937, S. 412–461.
- Maria M. Schenk. In: Zollerheimat. Beilage der Hohenzollerischen Blätter für zollerische Heimat- und Volkskunde 5 (1937), S. 33–34
- Die wissenschaftlichen Bibliotheken des Elsaß und Lothringens. In: Zentralblatt für Bibliothekswesen 58 (1941), S. 1–11 (Digitalisat).
- Hrsg.: Raimundus Lullus: Das Buch vom Liebenden und Geliebten. Eine mystische Spruchsammlung. Walter, Olten 1948.
- Die französischen Bibliotheken in der großen Revolution. In: Zentralblatt für Bibliothekswesen 63 (1949), S. 287–298 und 359–371.
- Buchdruck und Buchhandel in Freiburg i. Br. Ein geschichtlicher Überblick. Wagner, Freiburg i. Br. 1949.
- Léopold Delisle und die Reform der Bibliothèque Nationale. In: Aus der Welt des Buches. Festgabe zum 70. Geburtstag von Georg Leyh. Leipzig 1950 (Zentralblatt für Bibliothekswesen, Beiheft 75).
- Hrsg.: Manuel, Don Juan: Die Geschichten vom Grafen Lucanor und vom wohlbewanderten Patronio. Übers. von Joseph Frhr. von Eichendorff. Herder, Freiburg im Breisgau 1950.
- Der Mystiker Ramon Lull. In: Geist und Leben 23 (1950), S. 206–214.
- Kurzbericht über eine Spanienreise. In: Nachrichten für wissenschaftliche Bibliotheken 4 (1951), S. 157f.
- Zur Baugeschichte der Zollerburg. In: Hohenzollerische Jahreshefte 11 (1951), S. 175–184.
- Die französischen Bibliotheken seit der Renaissance (Ergänzt von Albert Kolb). In: Handbuch der Bibliothekswissenschaft. 2. Aufl., Band 3.1. Harrassowitz, Wiesbaden 1954, S. 682–830.
- Kunst- und Buchraub am Oberrhein im Jahre 1796. In: Schau-ins-Land 82 (1964), S. 104–115 [Vortrag, geh. 1944, aus dem Nachlass].